# Гибралтарский порог

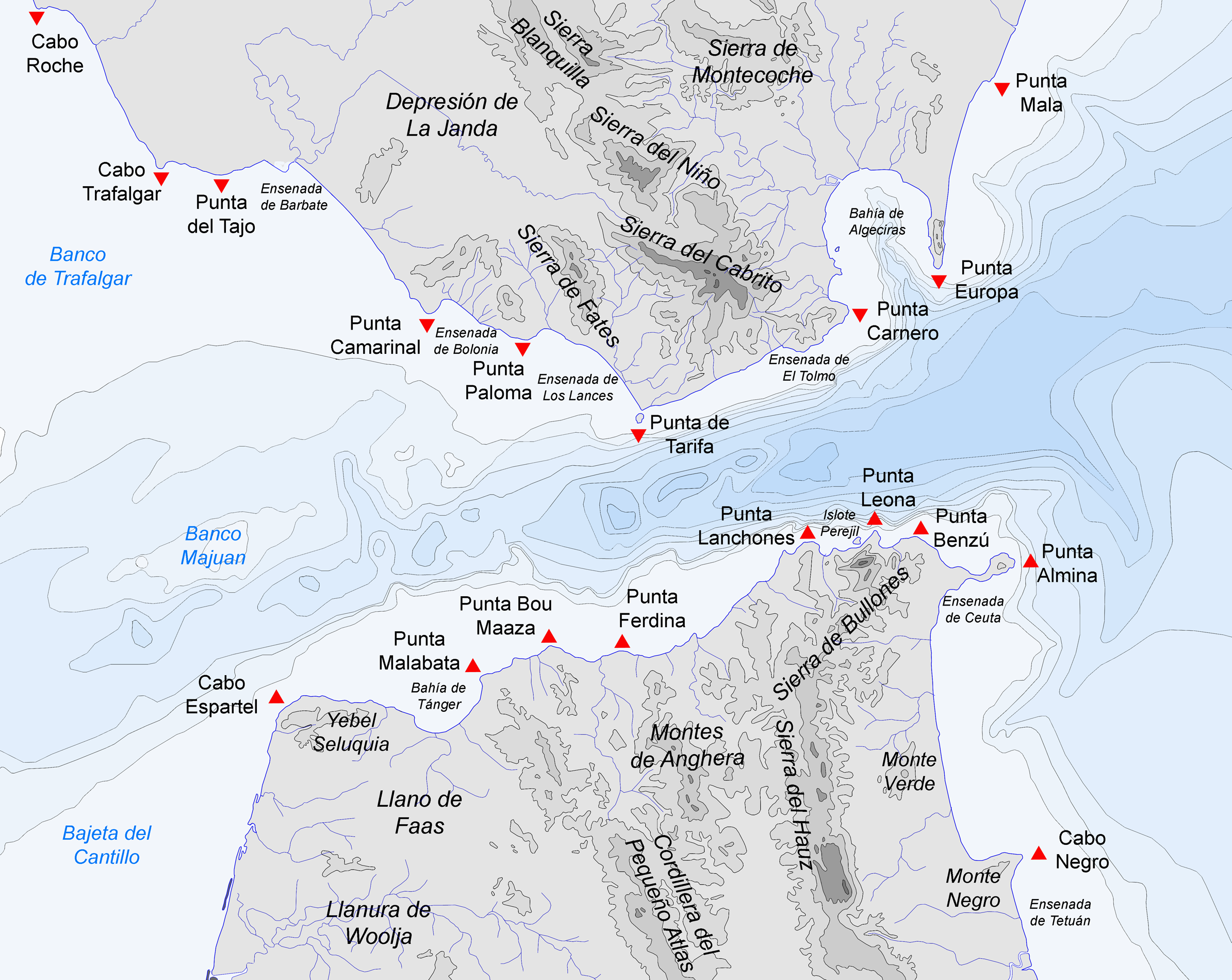
Гибралтарский порог между мысом Камаринал и Танжером на испанской карте пролива.

Диаграмма на немецком со схемой циркуляции воды в районе порога.

Гибралтарский порог или Камаринский порог (англ. Camarinal Sill) — самая мелководная зона Гибралтарского пролива в районе мыса-хребта Камаринал, расположена на западе пролива у его выхода в Атлантический океан. Глубина Гибралтарского порога составляет 280 м. Является самым восточным из серии порогов в западной части пролива, удален примерно на 25 км к западу от самого узкого участка Гибралтарского пролива. К востоку от Гибралтарского порога и до Средиземного моря подводный рельеф пролива имеет каньонообразный вид с глубинами 900 м и более.
Гибралтарский порог и череда других порогов оказывают активное влияние на донное течение более соленой воды из Средиземного моря, что также сказывается на поверхностном течении воды из Атлантики в Средиземноморье. Проявляется это влияние в виде изменения скорости течения на поверхности и в виде образования волн, которые распространяются в направлении Средиземного моря.